# Metaphycus semialbus
Metaphycus semialbus är en stekelart som först beskrevs av Girault 1932.  Metaphycus semialbus ingår i släktet Metaphycus och familjen sköldlussteklar. Inga underarter finns listade i Catalogue of Life.